# Sentimental (album)
Pour les articles homonymes, voir Sentimental.
Albums de Julio Iglesias
Hey!
(1979) Amanti
(1980)
Singles
1. C'est ma vie
Sortie : juin 1980
2. Il faut toujours un perdant
Sortie : novembre 1980
3. Quand tu n'es plus là
Sortie : janvier 1981

Sentimental est le troisième album studio francophone de Julio Iglesias, sorti le 7 mai 1980 sur le label CBS.

## L'album
La plupart des chansons de l'album sont des adaptations en français de titres présents sur l'album Hey! sorti la même année. Trois chansons sont des adaptations de chansons parues sur les albums America de 1976 (C'est ma vie, Quand tu n'es plus là) et A mis 33 años de 1977 (J'ai besoin d'un peu d'amour),,. Trois chansons de l'album ont été extraites en single, C'est ma vie, Il faut toujours un perdant et Quand tu n'es plus là.
L'album figure parmi les plus vendus du chanteur en France, à plus d'un million d'exemplaires et a été certifié disque de diamant. Il est également certifié disque d'or au Canada,,. À la suite du succès de l'album, Julio Iglesias est nommé « chanteur le plus populaire » par le magazine Paris-Match.

## Liste des titres
| 1. | C'est ma vie (Júrame)                        | - Maria Grever - Michel Jourdan - Pierre Carrel   | 4:06 |
| 2. | Elle (Morriñas)                              | - Iglesias - Ramón Arcusa - Rafael Ferro - Carrel | 3:27 |
| 3. | Je chante (Por ella)                         | - Iglesias - Arcusa - Manuel de la Calva - Carrel | 3:58 |
| 4. | Une nuit de carnaval (Paloma blanca)         | - Neneco Norton - Jourdan - Carrel                | 2:50 |
| 5. | Ma chance et ma chanson (La nave del olvido) | - Dino Ramos - Carrel                             | 4:20 |

| 1. | Quand tu n'es plus là (Caminito)                      | - Juan de Dios Filiberto - Jourdan - Carrel                      | 3:31 |
| 2. | Sentimental (Un sentimental)                          | - Iglesias - Claude Lemesle - Ferro - Arcusa                     | 3:55 |
| 3. | Il faut toujours un perdant (Hey)                     | - Gianni Belfiore - Iglesias - Mario Balducci - Jourdan - Arcusa | 5:00 |
| 4. | Jolie (Pájaro Choguï)                                 | - Indio Pitagua - Jourdan - Carrel                               | 3:05 |
| 5. | J'ai besoin d'un peu d'amour (Por un poco de tu amor) | - Albert Hammond - Óscar Gómez - Carrel                          | 2:58 |

## Crédits
- Ramón Arcusa – producteur, arrangements (pistes A4, A5, B3, B5)
- Rafael Ferro – arrangements (pistes A1-A3, B1, B2, B4)
- Pierre Carrel – direction artistique
- Peter Cunningham – photographie
- Antoine Carlier – conception
- Maurice Ruiz – conception

Adaptés des notes d'accompagnement de Sentimental,.

## Classements et certifications

### Classements hebdomadaires
| Classement (1980–81)         | Meilleure position |
| ---------------------------- | ------------------ |
| Belgique (Billboard Benelux) | 5                  |
| France (SNEP)                | 1                  |
| Québec (Palmarès des albums) | 1                  |

### Certifications
| Pays                                                                                                   | Certification | Ventes certifiées |
| --- | ------------- | ----------------- |
| Canada (Music Canada)                                                                                  | Or            | 50 000^           |
| France (SNEP)                                                                                          | Diamant       | 1 000 000*        |
| *Ventes selon la certification ^Mise en rayon selon la certification xNon précisé par la certification |               |                   |